# Минео, Сэл
Сальвато́ре Мине́о-младший (англ. Salvatore Mineo Jr.; 10 января 1939 — 12 февраля 1976) — американский актёр, певец и театральный режиссёр. Лауреат премии «Золотой глобус», а также номинант на «Оскар» и «Эмми».

## Биография
Минео родился в Бронксе, Нью-Йорк, в семье Джозефин Минео (урождённой Альвизи) и Сальваторе Минео-старшего. Он был третьим из четверых детей в семье. Отец Минео был иммигрантом из Сицилии, а мать имела итальянские корни.
Первую театральную роль Минео сыграл в 1951 году, когда был задействован в постановке «Татуированная роза» по пьесе Теннесси Уильямса. Кроме того, он играл роль юного принца в мюзикле «Король и я». В это время он познакомился с Юлом Бриннером, который помог юному актёру усовершенствовать свои профессиональные навыки.
С 1952 года Минео начал периодически сниматься в кино и на телевидении. Однако первая по-настоящему серьёзная роль ему досталась лишь в 1955 году, когда его пригласили сыграть в фильме «Бунтарь без причины», где также снимались Джеймс Дин, Натали Вуд и Деннис Хоппер. Герой Минео — Джон Кроуфорд по прозвищу Платон, доведённый до отчаяния подросток, вынужденный из-за насмешек и негативного отношения своих сверстников пойти на преступление. За эту роль Минео был номинирован на «Оскар» как лучший актёр второго плана.
В 1956 году Минео сыграл юного мексиканца в фильме «Гигант», однако почти все его последующие роли были вариациями Джона Кроуфорда из «Бунтаря без причины». В 1957 году Минео появился в одном эпизоде сериала-антологии «Первая студия», за который был номинирован на премию «Эмми».
В 1960 году Минео снялся с Полом Ньюманом в фильме «Исход» о становлении государства Израиль и получил вторую номинацию на «Оскар», а также премию «Золотой глобус» в категории «Лучший актёр второго плана — кинофильм».
К тому времени Минео был уже недостаточно юн, чтобы играть трудных подростков, а новые роли ему предлагали мало. Чтобы как-то исправить своё положение, в 1965 году он снялся в главной роли в фильме «Кто убил плюшевого медведя» в роли мужчины с сексуальными отклонениями, который угрожает понравившейся ему девушке. Свою последнюю значительную роль в кино Минео сыграл в 1971 году в фильме «Бегство с планеты обезьян». После этого он продолжал появляться на телевидении и играть в театре.
12 февраля 1976 года Минео возвращался домой после театральной репетиции, когда был зарезан в переулке за его квартирой в Западном Голливуде. Он получил один удар ножом, который поразил сердце и привёл к сильному внутреннему кровотечению, в результате которого Минео скончался. Он был похоронен на кладбище «Врата Небес» в штате Нью-Йорк. Убийца Минео, разносчик пиццы Лайонел Уильямс, был приговорён к 57 годам тюремного заключения за убийство Минео и ещё десять ограблений.

## Личная жизнь
Минео был бисексуалом. Он был обручён с актрисой Джилл Хауорт, партнёршей по фильму «Исход», однако Хауорт разорвала отношения, когда узнала об интрижке Минео с певцом Бобби Шерманом. Минео и Хауорт оставались близкими друзьями вплоть до его смерти.
С 1970 года и до своей смерти Минео состоял в отношениях с актёром Кортни Берром III.

## Фильмография

### Кино
| Год  | Русское название                              | Оригинальное название              | Роль                                    | Примечания |
| ---- | --------------------------------------------- | ---------------------------------- | --------------------------------------- | ---------- |
| 1955 | Пересечь шесть мостов                         | Six Bridges to Cross               | Джерри Флориа (в подростковом возрасте) |            |
| 1955 | Частные войны майора Бенсона                  | The Private War of Major Benson    | кадет Дусик                             |            |
| 1955 | Бунтарь без причины                           | Rebel Without a Cause              | Джон «Платон» Кроуфорд                  |            |
| 1956 | Преступность на улицах                        | Crime in the Streets               | Анджело Джиойа                          |            |
| 1956 | Кто-то там наверху любит меня                 | Somebody Up There Likes Me         | Ромоло                                  |            |
| 1956 | Гигант                                        | Giant                              | Анхель Обрегон II                       |            |
| 1956 |                                               | Rock, Pretty Baby                  | Анджело Баррато                         |            |
| 1957 | Дино                                          | Dino                               | Дино Минетта                            |            |
| 1957 | Молодые не плачут                             | The Young Don't Cry                | Лесли «Лес» Хендерсон                   |            |
| 1958 | Тонка                                         | Tonka                              | Белый бык                               |            |
| 1959 | Частная афера                                 | A Private's Affair                 | Луиджи Марези                           |            |
| 1959 | История Джина Крупы                           | The Gene Krupa Story               | Джин Крупа                              |            |
| 1960 | Исход                                         | Exodus                             | Дов Ландау                              |            |
| 1962 | Побег из Захрейна                             | Escape from Zahrain                | Ахмед                                   |            |
| 1962 | Самый длинный день                            | The Longest Day                    | рядовой Мартини                         |            |
| 1964 | Осень шайеннов                                | Cheyenne Autumn                    | Красная Рубашка                         |            |
| 1965 | Величайшая из когда-либо рассказанных историй | The Greatest Story Ever Told       | Урия                                    |            |
| 1965 | Кто убил плюшевого медведя                    | Who Killed Teddy Bear?             | Лоренс Шерман                           |            |
| 1967 | Незнакомец в бегах                            | Stranger on the Run                | Джордж Блейлок                          |            |
| 1969 | Гибель на вулкане Кракатау                    | Krakatoa, East of Java             | Леонкавалло Боргезе                     |            |
| 1969 | 80 шагов к Джоне                              | 80 Steps to Jonah                  | Джерри Таггарт                          |            |
| 1971 | Бегство с планеты обезьян                     | Escape from the Planet of the Apes | доктор Майло                            |            |

### Телевидение
| Год       | Русское название           | Оригинальное название                  | Роль                  | Примечания                                  |
| --------- | -------------------------- | -------------------------------------- | --------------------- | ------------------------------------------- |
| 1952      | Зал славы Hallmark         | Hallmark Hall of Fame                  | разные роли           | 2 эпизода                                   |
| 1953—1955 | Сборник                    | Omnibus                                | разные роли           | 3 эпизода                                   |
| 1954      |                            | Janet Dean, Registered Nurse           | Хосе Гарсия           | Эпизод: «The Garcia Case»                   |
| 1954—1955 |                            | Frontiers of Faith                     | разные роли           | 2 эпизода                                   |
| 1955      | Большой город              | Big Town                               | н/д                   | Эпизод: «Juvenile Gangs»                    |
| 1955      | Телевизионный театр Филко  | The Philco Television Playhouse        | н/д                   | Эпизод: «The Trees»                         |
| 1956      | Первая студия              | Studio One                             | Дино Манетта          | Эпизод: «Dino»                              |
| 1956      |                            | Look Up and Live                       | н/д                   | Эпизод: «Nothing to Do»                     |
| 1956      |                            | Screen Directors Playhouse             | Чарльз Моне           | Эпизод: «The Dream»                         |
| 1956      | Час Алкоа                  | The Alcoa Hour                         | Томми Энджело         | Эпизод: «The Magic Horn»                    |
| 1956      | Кульминация!               | Climax!                                | Мигель                | Эпизод: «Island in the City»                |
| 1957      | Телевизионный театр Крафта | Kraft Television Theatre               | разные роли           | 2 эпизода                                   |
| 1958      | Шоу месяца Дю Пона         | The DuPont Show of the Month           | Аладдин               | Эпизод: «Cole Porter's 'Aladdin'»           |
| 1958      |                            | Pursuit                                | Ричи Рогарт           | Эпизод: «The Vengeance»                     |
| 1959      | Шоу Энн Сотерн             | The Ann Sothern Show                   | Ники Сильверо         | Эпизод: «The Sal Mineo Story»               |
| 1961      |                            | Cry Vengeance!                         | Андреа                | Телевизионный фильм                         |
| 1962      | Шоу недели Дю Пона         | The DuPont Show of the Week            | Коук                  | Эпизод: «A Sound of Hunting»                |
| 1963      | Величайшее шоу на земле    | The Greatest Show on Earth             | Билли Арчер           | Эпизод: «The Loser»                         |
| 1964      | Доктор Килдэр              | Dr. Kildare                            | Карлос Мендоза        | Эпизод: «Tomorrow Is a Fickle Girl»         |
| 1964      | Театр создателей саспенса  | Kraft Suspense Theatre                 | Эрни                  | Эпизод: «The World I Want»                  |
| 1964—1966 | В бою                      | Combat!                                | разные роли           | 3 эпизода                                   |
| 1965      | Шоу Патти Дьюк             | The Patty Duke Show                    | он сам                | Эпизод: «Patty Meets a Celebrity»           |
| 1965      | Правосудие Берка           | Burke's Law                            | Лью Диксон            | Эпизод: «Who Killed the Rabbit's Husband?»  |
| 1966      |                            | Run for Your Life                      | Тонио                 | 2 эпизода                                   |
| 1966      |                            | Court Martial                          | лейтенант Тони Бианчи | Эпизод: «The House Where He Lived»          |
| 1966      | Опасные дни Киовы Джонса   | The Dangerous Days of Kiowa Jones      | Бобби Джек Уилкис     | Телевизионный фильм                         |
| 1967      | Боб Хоуп представляет      | Bob Hope Presents the Chrysler Theatre | Докторофф             | Эпизод: «A Song Called Revenge»             |
| 1967      | Незнакомец в бегах         | Stranger on the Run                    | Джордж Блэйлок        | Телевизионный фильм                         |
| 1968—1975 | Гавайи 5-O                 | Hawaii Five-O                          | разные роли           | 2 эпизода                                   |
| 1969—1970 | Суть дела                  | The Name of the Game                   | разные роли           | 2 эпизода                                   |
| 1970      |                            | The Challengers                        | Эйнджел Де Анджело    | Телевизионный фильм                         |
| 1970      | Миссия невыполнима         | Mission: Impossible                    | Мел Брекен            | Эпизод: «Flip Side»                         |
| 1971      | Три моих сына              | My Three Sons                          | Джим Белл             | Эпизод: «The Liberty Bell»                  |
| 1971      | Бессмертный                | The Immortal                           | Тсиннаджинни          | Эпизод: «Sanctuary»                         |
| 1971      | Дэн Огаст                  | Dan August                             | Морт Даунс            | Эпизод: «The Worst Crime»                   |
| 1971      | Как украсть самолёт        | How to Steal an Airplane               | Луис Ортега           | Телевизионный фильм                         |
| 1971      | В поисках Америки          | In Search of America                   | Ник                   | Телевизионный фильм                         |
| 1972      | Семья Рико                 | The Family Rico                        | Ник Рико              | Телевизионный фильм                         |
| 1973—1975 | Гарри О                    | Harry O                                | разные роли           | 2 эпизода                                   |
| 1973      | Грифф                      | Griff                                  | президент Гамаль Заки | Эпизод: «Marked for Murder»                 |
| 1974      |                            | Tenafly                                | Джерри Фармер         | Эпизод: «Man Running»                       |
| 1974      | Доктор Саймон Лок          | Dr. Simon Locke                        | Джимми                | Эпизод: «Final Approach»                    |
| 1974—1975 | Полицейская история        | Police Story                           | разные роли           | 2 эпизода                                   |
| 1975      | Спецназ                    | S.W.A.T.                               | разные роли           | 3 эпизода                                   |
| 1975      | Коломбо                    | Columbo                                | Рахман Хабиб          | Эпизод: «A Case of Immunity»                |
| 1976      | Эллери Куин                | Ellery Queen                           | Джеймс Данелло        | Эпизод: «The Adventure of the Wary Witness» |
| 1976      | Джо Форрестер              | Joe Forrester                          | Парма                 | Эпизод: «The Answer»                        |

## Театр
| Год       | Русское название            | Оригинальное название     | Роль               | Площадка                                  | Примечания     |
| --------- | --------------------------- | ------------------------- | ------------------ | ----------------------------------------- | -------------- |
| 1951      | Татуированная роза          | The Rose Tattoo           | Сальваторе         | Театр Мартина Бека (Бродвей)              |                |
| 1951—1954 | Король и я                  | The King and I            | принц Чулалонгкорн | Театр «Сент Джеймс» (Бродвей)             |                |
| 1951      |                             | Dinosaur Wharf            | парень             | Национальный театр (Бродвей)              |                |
| 1962      | Кое-что о солдате           | Something About a Soldier | Джейкоб            | Театр «Амбассадор» (Бродвей)              |                |
| 1969—1970 | В раздоре с миром и судьбой | Fortune and Men's Eyes    | Смитти             | Театр Люсиль Лортел (Офф-Бродвей)         | Также режиссёр |
| 1973      | Детская месса               | The Children's Mass       | н/д                | Театр Люсиль Лортел (Офф-Бродвей)         | Режиссёр       |
| 1976      | P.S. Твой кот мёртв         | P.S. Your Cat is Dead     | н/д                | Театр «Westwood Playhouse» (Лос-Анджелес) | Режиссёр       |

## Дискография
- Sal (1958)

## Награды и номинации
| Ассоциация               | Год  | Категория                                     | Работа              | Результат |
| ------------------------ | ---- | --------------------------------------------- | ------------------- | --------- |
| «Оскар»                  | 1956 | Лучшая мужская роль второго плана             | Бунтарь без причины | Номинация |
| «Оскар»                  | 1961 | Лучшая мужская роль второго плана             | Исход               | Номинация |
| «Золотой глобус»         | 1961 | Лучшая мужская роль второго плана — кинофильм | Исход               | Победа    |
| Прайм-тайм премия «Эмми» | 1957 | Лучшая мужская роль в мини-сериале или фильме | Первая студия       | Номинация |